# 阿尔德亚特哈达
阿尔德亚特哈达，是西班牙卡斯蒂利亚-莱昂萨拉曼卡省的一个市镇。 总面积32平方公里，总人口696人（2001年），人口密度22人/平方公里。